# Ehrlich
Pogostost priimka Ehrlich je bila po podatkih Statističnega urada Republike Slovenije na dan 1. januarja 2010 manjša kot 5 oseb. 

## Znani slovenski nosilci priimka
- Albin Ehrlich (1911—1984), lesni trgovec, posestnik in politik
- Janez Ehrlich (1910—1978), misijonar
- Gabrijela Ehrlich (1916—?), zdravnica, laiška misijonarka
- Lambert Ehrlich (1878—1942), teolog, etnolog, misiolog, profesor in politik
- Martin Ehrlich (1871—1929), rimskokatoliški duhovnik
- Terezina Ehrlich (1919—?), slikarka
- Urban Ehrlich (1822—1898), "hilfsbeamter" na celovškem magistratu, pisec kronik in zgodovinskih del

## Znani tuji nosilci priimka
- Adolf Ehrlich (1864—1935), hrvaški arhitekt
- Eugen Ehrlich (1862—1922), avstrijski pravnik, strokovnak za rimsko pravo
- Felix Ehrlich (1866—1931), nemški slikar
- Felix Ehrlich (1877—1942), nemški kemik
- Franz Karl Ehrlich (1808—1886), avstrijski geolog
- Georg Ehrlich (1897—1966), avstrijsko-angleški kipar
- Heinrich Ehrlich (1822—1899), avstrijski skladatelj in glasbeni pisec (muzikolog)
- Herman Ehrlich (1836—1895), hrvaški gradbeni podjetnik
- Hugo Ehrlich (1879—1936), hrvaški arhitekt
- Johann Nep. Ehrich (1810—1864), avstrijski teolog in filozof
- Johann (Gregor) Ehrlich (1831—1912), benediktinski opat v Šentpavlu v Labotski dolini
- Marta Ehrlich-Tompa (1910—1980), hrvaška slikarka in keramičarka
- Mira Klobučar (r. Mira Ehrlich) (1888—1956), hrvaška slikarka
- Paul Ehrlich (1854—1915), nemški zdravnik in bakteriolog, nobelovec leta 1908
- Sigmund Ehrlich (1853—1932), avstrijski novinar, publicist